# Choking game

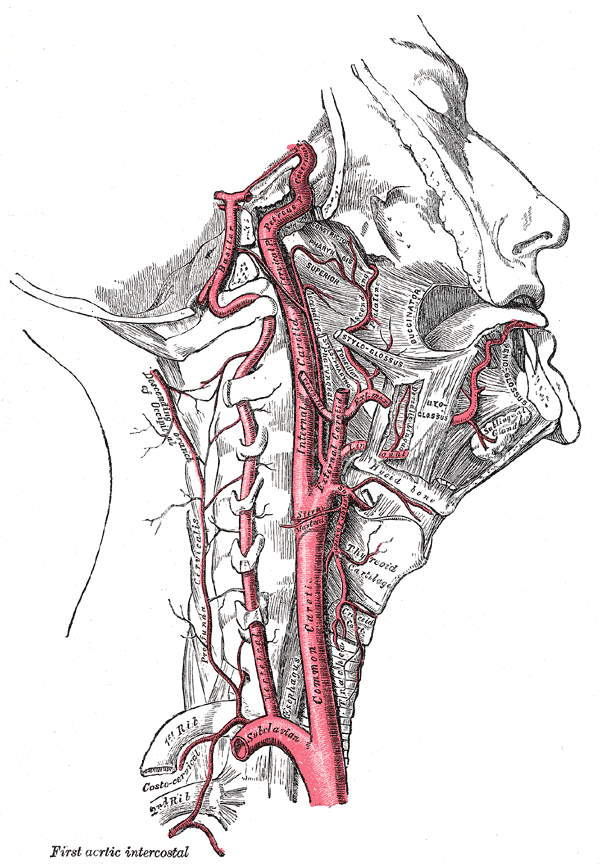
Wewnętrzna tętnica szyjna i tętnice kręgowe (prawa strona)

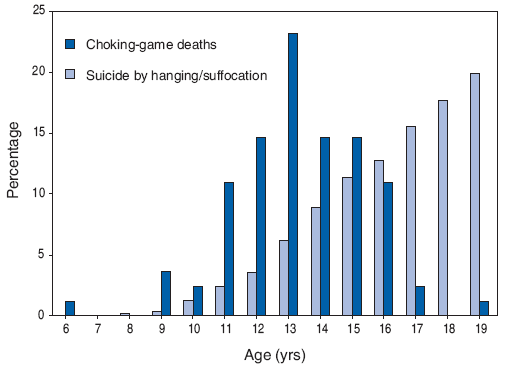
Rozkład wieku młodzieży (USA) w wieku od 6 do 19 lat przypisany do Choking game w latach 1995-2007, w porównaniu do młodzieży, której zgony przypisano samobójstwu przez powieszenie i uduszenie

Choking Game (j.pol. zabawa w podduszanie) – niebezpieczna gra lub zabawa (samodzielna lub grupowa) popularna zwłaszcza wśród osób nastoletnich, polegająca na celowym odcinaniu sobie dopływu tlenu do organizmu na różne sposoby. Metoda jest alternatywą dla podobnych efektów osiąganych dzięki przyswajaniu alkoholu lub narkotyków.

## Charakterystyka
Zabawa rozprzestrzeniła się z USA, gdzie była popularna na przełomie XX i XXI wieku. Dopływ tlenu do organizmu odcinany jest najczęściej przez samego zainteresowanego przy użyciu różnorakich przedmiotów, np. sznurowadeł, pasków, sznurów, lin, poduszek, czy siatek (worków) foliowych. Przedmioty te obwiązuje się wokół szyi lub wpycha do ust. Znane są przypadki podduszania gołymi rękoma.
Celem zabawy jest osiągnięcie krótkotrwałego stanu euforii i przejściowej utraty przytomności. Gra jest bardzo niebezpieczna, ponieważ może doprowadzić do nieodwracalnych zmian w mózgu, a nawet do śmierci (osoba, w kulminacyjnym momencie, nie jest w stanie samodzielnie przywrócić dopływu tlenu do organizmu). Według danych gazety The Time w USA w latach 1995-2007, w wyniku praktykowania zabawy śmierć poniosło 82 dzieci w wieku od 6 do 19 lat. W wyniku funkcjonowania mediów społecznościowych zabawa rozprzestrzenia się szybko, stanowiąc istotne zagrożenie dla młodych ludzi.

## Badania naukowe
Według badań amerykańskich (2012) 16% ankietowanych studentów grało w tę grę (w większości były to osoby płci męskiej), a większość o niej słyszała. 72% uczestników grało w nią więcej niż jeden raz, przy czym 63% uczestników nie dostrzegło w grze negatywnych wyników. Średni wiek pierwszej gry wynosił 14 lat. Bardziej zagrożone wciągnięciem w grę były osoby z rodzin niepełnych oraz niepewne swej orientacji seksualnej. Głównym motywem uczestnictwa była ciekawość rezultatów. Jako element odstraszający od udziału w grze podawana jest edukacja o możliwych skutkach (rodzice, nauczyciele), jakimi może się skończyć seans (tylko 26,3% tych, którzy mieli udział w grze było świadomych potencjalnych zagrożeń przed rozpoczęciem gry). 72% rodziców ankietowanych osób wiedziało o istnieniu gry i zagrożeniach z niej płynących. 68,1% lekarzy pediatrów ankietowanych w 2009 słyszało o tej grze, przy czym 75,7% potrafiło zidentyfikować jeden symptom ostrzegawczy zabawy, a 52,3% umiało zidentyfikować trzy takie symptomy.